# Жуковская, Анна-Мария
Анна-Мария Жуковская (пол. Anna Maria Żukowska; род. 11 июня 1983, Варшава, Польша) — польский юрист, англист и политический деятель. Заместитель председателя мазовецкого отделения партии «Новые левые». Депутат Сейма Польши IX и X созывов с 2019 года.

## Биография
Родилась 11 июня 1983 года в Варшаве.
Выросла в варшавском районе Мокотув.
Училась в школе № 42 в Варшаве. Её одноклассница — актриса Ханна Конаровская, внучка актёра Анджея Щепковского.
Окончила факультет современных языков Варшавского университета, где изучала англистику и в 2013 году получила степень бакалавра. В том же университете на факультете права и управления изучала право, получила степень магистра в 2015 году.
Вместе с матерью руководила семейным бизнесом, работала переводчицей.

## Политическая карьера
Вступила в «Союз демократических левых сил» (SLD).
На местных выборах 21 ноября 2010 года баллотировалась в совет дзельницы Мокотув, не была избрана.
В 2010—2013 годах — председатель варшавского отделения Федерации молодых социал-демократов, молодежной организации SLD.
В 2011—2015 годах — председатель отделения Еврейской всепольской молодежной организации.
Входила в оргкомитет «Парада равенства» в Варшаве.
С 2012 года была пресс-секретарём мазовецкого отделения SLD. Также была пресс-секретарём избирательного штаба коалиции «Объединённые левые», созданной для участия в парламентских выборах 25 октября 2015 года.
В феврале 2016 года, после избрания Влодзимежа Чажастого новым председателем SLD, стала пресс-секретарём SLD, сменила ушедшего в отставку Дариуша Йонского, стала первой женщиной на этой должности. В январе 2021 года ушла в отставку с должности пресс-секретаря SLD, что стало следствием принятия правлением партии постановления, запрещающего совмещать эту функцию с депутатской работой.
Являлась активисткой «женской забастовки», которая с 2016 года проводится в Польше против ужесточения абортного законодательства.
На местных выборах 21 октября 2018 года баллотировалась в Варшавский городской совет, не была избрана.
По результатам парламентских выборов 13 октября 2019 года избрана депутатом Сейма Польши IX созыва в 19-м (Варшавском) избирательном округе в Мазовецком воеводстве по списку SLD в рамках коалиции «Левые», получила 18 864 голосов. Стала заместителем председателя комитета по правосудию и правам человека, членом комитета по конституционной ответственности и пресс-секретарём фракции «Левые». В октябре, после роспуска SLD, стала членом партии «Новые левые». По результатам парламентских выборов 15 октября 2023 года переизбрана депутатом Сейма Польши X созыва в 19-м (Варшавском) избирательном округе в Мазовецком воеводстве от «Новых левых» в рамках коалиции «Левые», получила 38 426 голосов.
На пресс-конференции накануне первого заседания Сейма X созыва 13 ноября 2023 года депутаты Сейма Катаржина Котула и Анна-Мария Жуковская, а также сенатор Магдалена Беят объявили о внесении двух законопроектов: о либерализации закона об абортах и о декриминализации абортов.
14 ноября 2023 года избрана Сеймом в Национальный судебный совет, к компетенции которого относится формирование судейского корпуса, получила 245 голосов депутатов.

## Личная жизнь
Имеет дочь Амелию.
В качестве пресс-секретаря SLD, комментируя для газеты Super Express заявление члена SLD Лешека Миллера, отрицающего бисексуальность, в которой призналась его внучка, от лица SLD принесла извинения, совершила каминг-аут и также признала свою бисексуальность.